# Championnat de Singapour de football 2003
Navigation
Saison 2002 Saison 2004
La saison 2003 du Championnat de Singapour de football est la soixante-et-onzième édition de la première division à Singapour. Cette saison est la septième édition de la S-League, le championnat fermé organisé par la fédération singapourienne sous forme d'une poule unique où toutes les équipes rencontrent trois fois leurs adversaires. Il n'y a pas de relégation puisque les clubs inscrits sont des franchises, à l'image de ce qui se fait dans les championnats australien ou américain. 
C'est le club de Home United FC qui remporte le championnat cette saison, après avoir terminé en tête du classement final, avec quatorze points d'avance sur Geylang United et seize sur le tenant du titre, Singapore Armed Forces FC. C'est le troisième titre de champion de Singapour du club, qui réussit le doublé en s'imposant en finale de la Coupe de Singapour face à Geylang United.
À partir de cette saison, le champion et le vainqueur de la Coupe de Singapour (ou le finaliste en cas de doublé) se qualifient pour la Coupe de l'AFC.
Plusieurs changements ont lieu durant l'intersaison. D'abord, les clubs de Balestier Central et Clementi Khalsa fusionnent pour donner naissance au Balestier Khalsa FC. Ensuite, le club de Gombak United FC se retire du championnat et est remplacé par les Young Lions U-23, une équipe exclusivement composée de joueurs singapouriens de moins de vingt-trois ans. Enfin, pour pallier l'absence de douzième club à la suite de la fusion, le Sinchi FC est autorisé à s'aligner ; c'est une franchise composée de joueurs singapouriens et chinois. Enfin, au niveau du barème, une seule modification est apportée uniquement pour cette saison : en cas de match nul, une séance de tirs au but est jouée, le vainqueur récolte deux points, le perdant un point.

## Les clubs participants
| - Home United FC - Tanjong Pagar United FC - Singapore Armed Forces FC - Woodlands Wellington FC - Jurong SC - Sengkang Marine | - Tampines Rovers - Geylang United - Balestier Khalsa FC - Sembawang Rangers - Sinchi FC - Young Lions U-23 |

## Compétition
Le barème de points servant à établir le classement se décompose ainsi :
- Victoire : 3 points ;
- Match nul puis victoire aux tirs au but : 2 points ;
- Match nul puis défaite aux tirs au but : 1 point ;
- Défaite : 0 point.

### Classement
| Rang | Équipe                     | Pts | J  | G  | N   | P  | Bp  | Bc | Diff |
| ---- | -------------------------- | --- | -- | -- | --- | -- | --- | -- | ---- |
| 1    | Home United FCC            | 85  | 33 | 26 | 2/3 | 2  | 104 | 42 | +62  |
| 2    | Geylang United             | 71  | 33 | 21 | 3/2 | 7  | 75  | 30 | +45  |
| 3    | Singapore Armed Forces FCT | 69  | 33 | 20 | 2/5 | 6  | 68  | 37 | +31  |
| 4    | Tampines Rovers            | 59  | 33 | 17 | 3/2 | 11 | 63  | 40 | +23  |
| 5    | Woodlands Wellington FC    | 58  | 33 | 14 | 4/8 | 7  | 65  | 47 | +18  |
| 6    | Jurong SC                  | 51  | 33 | 12 | 7/1 | 13 | 35  | 34 | +1   |
| 7    | Sinchi FCP                 | 50  | 33 | 11 | 6/5 | 11 | 46  | 48 | -2   |
| 8    | Sengkang Marine            | 38  | 33 | 7  | 8/1 | 17 | 32  | 66 | -34  |
| 9    | Sembawang Rangers          | 35  | 33 | 6  | 5/7 | 15 | 37  | 56 | -19  |
| 10   | Tanjong Pagar United FC    | 28  | 33 | 8  | 2/0 | 23 | 36  | 78 | -42  |
| 11   | Balestier Khalsa FC        | 25  | 33 | 5  | 2/6 | 20 | 37  | 76 | -39  |
| 12   | Young Lions U-23P          | 25  | 33 | 6  | 1/5 | 21 | 33  | 77 | -44  |

|  | Qualification pour la Coupe de l'AFC 2004                                                |
|  | T : Tenant du titre C : Vainqueur de la Coupe de Singapour P : Club débutant en S-League |

## Bilan de la saison
| Championnat de Singapour de football 2003 |                           |
| Champion                                  | Home United FC (3e titre) |
| Coupes et trophées                        |                           |
| Vainqueur de la Coupe de Singapour 2003   | Home United FC            |
| Qualifications continentales              |                           |
| Coupe de l'AFC 2004                       | Home United FC            |
| Coupe de l'AFC 2004                       | Geylang United FC         |
| Promotions et relégations                 |                           |
| Promus en S-League                        | Aucun                     |
| Relégués en Division II                   | Aucun                     |